# پنتاتونیکس
پِنتاتونیکس (انگلیسی: Pentatonix) نام یک گروه موسیقی آکاپلای آمریکایی است که در آرلینگتون، تگزاس پایه‌گذاری شد. کار آنان بیشتر بازخوانی کارهای دیگران است اگرچه آلبومی با نام پنتاتونیکس داده‌اند که کارهای خودشان است.